# Through the Storm (singolo Aretha Franklin)
Through the Storm è un brano composto da Albert Hammond e Diane Warren, cantato da Aretha Franklin e da Elton John. Proveniente dall'album omonimo della Franklin (Through the Storm del 1989), si presenta come una canzone pop (classificabile anche nel rhythm and blues) e alla lettera significa Attraverso La Tempesta. Curiosamente, le parti vocali dei due artisti furono incise in maniera separata, senza che essi si fossero mai incontrati.
La canzone è stata pubblicata come singolo nel 1989 (45 giri, 12", picture, CD): ha raggiunto una #16 nella Billboard Hot 100, una #17 nella Hot R&B/Hip-Hop Songs e una #41 UK.

## Classifiche
| Classifica (1989)                            | Posizione più alta |
| -------------------------------------------- | ------------------ |
| Italia                                       | 5                  |
| Norvegia                                     | 8                  |
| Official Singles Chart                       | 41                 |
| U.S. Billboard Pop Singles                   | 16                 |
| U.S. Billboard Hot R&B/Hip-Hop Songs         | 17                 |
| U.S. Billboard Hot Adult Contemporary Tracks | 3                  |